# Stefan Ebner (Politiker)

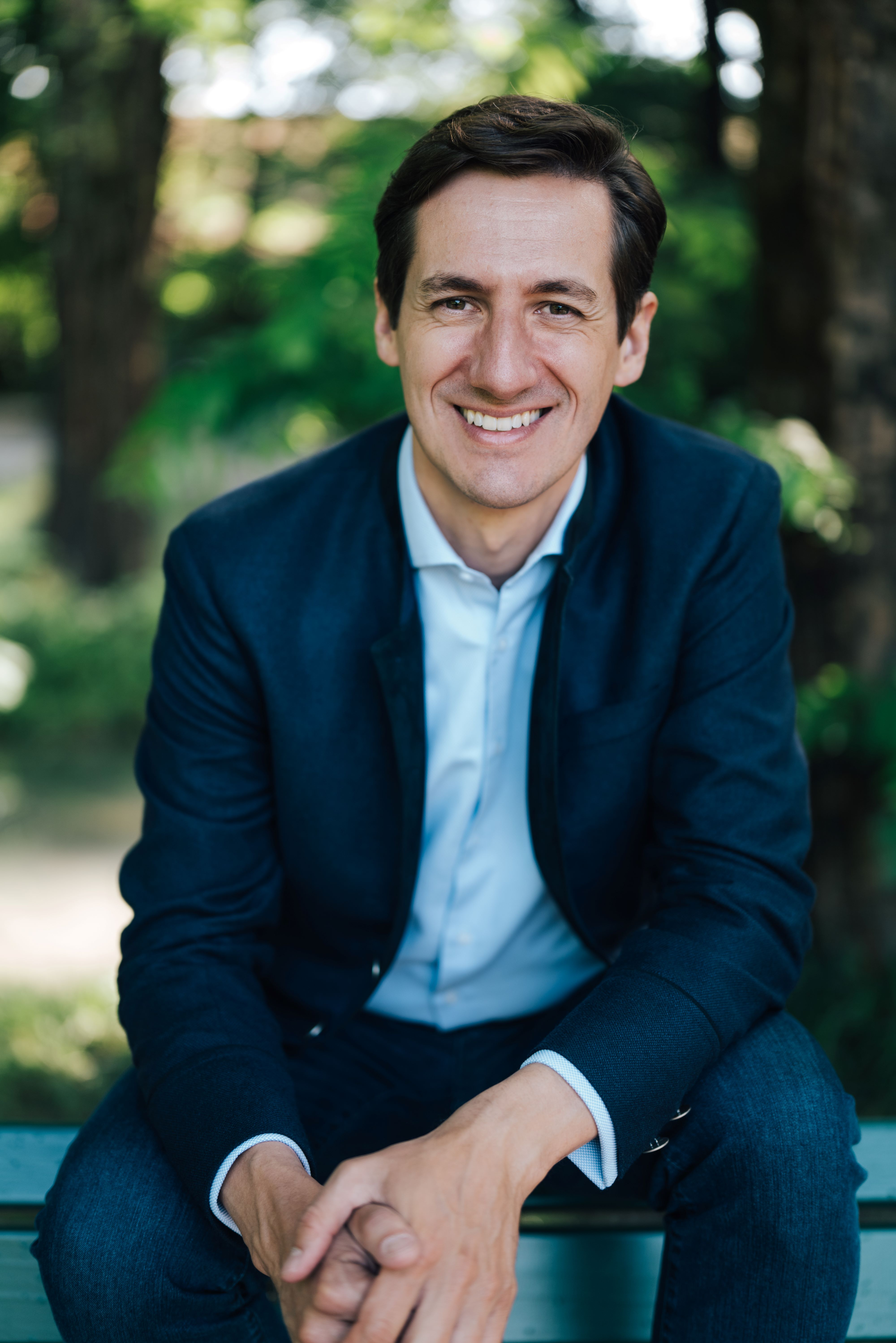
Stefan Ebner (2023).

Stefan Ebner (* 20. Juni 1980) ist ein deutscher Politiker der CSU. Seit 2023 vertritt er den Stimmkreis Regen, Freyung-Grafenau als Abgeordneter im Bayerischen Landtag.

## Ausbildung und Beruf
Nach Abitur und Wehrdienst studierte Ebner von 2000 bis 2006 Volkswirtschaftslehre an der Universität Regensburg und der University of Colorado Boulder. Danach forschte er bis 2012 am Institut für Arbeitsmarkt- und Berufsforschung (IAB) der Bundesagentur für Arbeit in Nürnberg zu Fusionen und Unternehmensübernahmen. Zugleich war er wissenschaftlicher Mitarbeiter an der Universität Passau und Dozent für Mikroökonomie, Internationale Wirtschaft und Internationalen Handel. 2013 wurde er in Passau mit einer empirischen Studie zum Thema Mergers and Acquisitions promoviert.
2012 stieg Ebner bei einem Start-up der Maschmeyer Group in Hannover ein, in der er zum Vorstandsmitglied und Chief Communications Officer (CCO) aufstieg. Ebner betreute und beriet in der Maschmeyer Group unter anderem Start-ups, in die Investor Carsten Maschmeyer im Rahmen der Sendung Die Höhle der Löwen (VOX) investiert hatte.

## Politik
1996 trat Ebner in die Junge Union (JU) ein, 1997 in die CSU. 1998 bis 2004 war er Vorsitzender der JU in Viechtach, 2007 bis 2013 Mitglied im JU-Deutschlandrat, bis 2013 zudem Vorsitzender des JU-Kreisverbands Regen. 2015 wurde er als Nachfolger von Helmut Brunner zum Vorsitzenden des CSU-Kreisverbandes Regen gewählt.
Seit 2002 gehört Ebner dem Kreistag des Landkreises Regen an, von 2008 bis 2014 war er zudem Stadtrat in Viechtach. Im Vorfeld der bayerischen Landtagswahl 2023 setzte sich Ebner bei der Nominierung des CSU-Direktkandidaten im Stimmkreis Regen, Freyung-Grafenau gegen den amtierenden Abgeordneten Max Gibis durch. Bei der Wahl am 8. Oktober 2023 wurde Ebner mit 34,2 % der Erststimmen als Direktkandidat in den Bayerischen Landtag gewählt.
Im Landtag ist Ebner Mitglied im Ausschuss für Wirtschaft, Landesentwicklung, Energie, Medien und Digitalisierung sowie im Ausschuss für Eingaben und Beschwerden. Ebner setzt sich zudem für die Start-up-Förderung in Bayern ein.

## Privates
Ebner ist unter anderem Mitglied im Bayerischen Jagdverband, im Bayerischen Wald-Verein, bei der Freiwilligen Feuerwehr sowie in zwei katholischen Studentenverbindungen. Er ist verheiratet und hat zwei Kinder.

## Publikationen (Auswahl)
- Essays on the Economics of Mergers & Acquisitions. Dissertationsschrift, 2012.[2]

- "Schadet Deutschlands Exportorientierung den Nachbarn?" (mit Michael Pflüger), in: ifo Schnelldienst 15 (2010), S. 20–24.[12]

- "Public-Private-Partnership: Die Lösung für Kommunen?", in: Politische Studien, 408 (2006), S. 78–84.